# Priary
Priary (ook geschreven als Priari of Projary) was een kapitein van de Karaïben die woonden aan de benedenloop van de Coppename in Suriname in de tweede helft van de 17e eeuw. Priary is bekend door de archiefstukken waarin zijn activiteiten tijdens de Inheemse oorlog in Suriname (1678-1686) zijn beschreven.

## Inheemse oorlog
De Karaiben waren de grootste inheemse bevolkingsgroep in Suriname en Priary nam deel aan de vergaderingen van de hoofden van de verschillende inheemse bevolkingsgroepen (Karaïben, Arowakken, Sapoyers). Die besprekingen vonden plaats vanaf 1675 en het belangrijkste onderwerp was hoe de inheemsen de kolonisten van hun grondgebied konden verdrijven. Tijdens een bespreking in 1678 in het dorp van kapitein Arybary aan de Coppename kwamen de samenwerkende inheemsen overeen om de strijd te beginnen met aanvallen op plantages in de verschillende plantagegebieden en ook op te trekken naar Paramaribo, het bestuurscentrum van de kolonie. De aanvallen worden gezien als het begin van de Inheemse oorlog.

## Inzet van Arowakken uit Berbice
De inheemsen behaalden een grote overwinning in het eerste jaar van de stijd. De kolonie dreigde ten onder te gaan en gouverneur Johannes Heinsius vroeg daarom hulp aan Lucas Coudrie, de commandeur van de naast Suriname gelegen Zeeuwse kolonie Berbice. Op het verzoek om Arowakse strijders en blanke (para-)militairen naar Suriname te sturen kwam een positieve reactie. Vanuit Berbice werden acht kano's gestuurd met 250 Arowakken en 20 christenen. De inzet van de Arowakse strijdmacht werd een mislukking door toedoen van Priary. Hij slaagde erin om de Arowakken over te halen om niet ten strijde te trekken tegen de Karaïben.

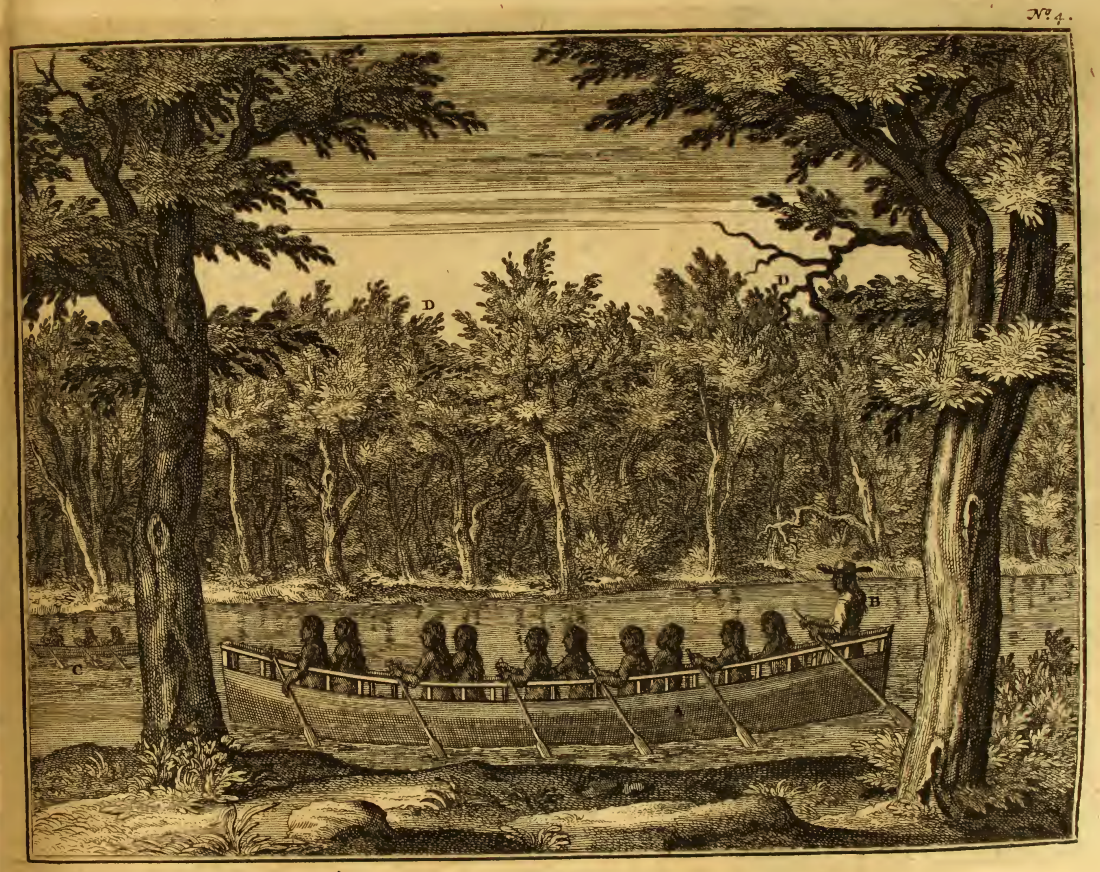
Boomstamkano op een van de grote rivieren van Suriname met tien Karaïben en hun hoofdman. Gravure uit J.D. Herlein, Beschryvinge van de Volk-plantinge Zuriname (1718)
Legenda: (A) De Pirauge daar de Karaïbanen in Varen (B) De Kapitein of Opperhoofd van 't Vaartuig (C) Een Kano (D) De Boskagien zo ze zig aan de Rivier vertonen.

## Expeditie naar het Coppenamegebied
In de zomer van 1680 werd er door het gouvernement een expeditie opgezet naar de Coppename. Op 7 juli 1680 arriveerde een groep van 39 militairen onder leiding van luitenant Schoppen bij de woongebieden van de Karaïben. Schoppen opende het vuur op de dorpen vanaf zijn met kanonnen uitgeruste rivierboot. Het vuur werd beantwoord door de strijders van de Karaïben terwijl de andere bewoners zich terugtrokken uit de dorpen en het oerwoud in vluchtten. De schermutselingen over en weer leidden niet tot een doorbraak in de strijd. Na vijf dagen verschenen er enkele Karaïben op de rivieroever, die aangaven dat hun leider Priary vrede wilde sluiten. Tijdens de eerste besprekingen werden kleine geschenken uitgewisseld. De inheemsen brachten vis en fruit mee, de blanken overhandigden sopi (sterke drank). Op 16 juli arriveerde Arybary, de kapitein van het dorp waar de inheemsen hun oorspronkelijke aanvalsplan hadden gesmeed. Een dag later kwam Priary zelf aan.
Priary gaf aan dat hij bereid was om af te zien van verdere aanvallen. Zijn belangrijkste eis was dat hij met zijn volk in vrede terug kon keren naar hun woongebieden aan de Beneden-Coppename. Priary werd loslippig nadat de blanken hem dronken hadden gevoerd. Hij  beloofde dat hij zou proberen de Karaïben aan de Saramacca over te halen om ook vrede te sluiten. Ook gaf hij informatie over de verblijfplaats van marronleider Ganimet.

## Coppenaamse vrede
De expeditie naar het Coppename-gebied werd in Paramaribo als een groot succes beschouwd. Priary keerde met zijn mensen op 17 juli terug naar hun voormalige dorpen en kostgronden aan de Beneden-Coppename. De vredesbesprekingen met de andere Karaïben aan de Coppename werden op 27 en 28 juli 1680 voortgezet en afgerond door Arybary en Schoppen. De afspraken werden later aangeduid met de Coppenaamse vrede. Ondanks de vredesregeling bleef het onrustig in het gebied aan de Coppename. 
In 1686 sloot gouverneur Cornelis van Aerssen van Sommelsdijck een vredesverdrag met de drie inheemse volken die de strijd waren begonnen. Dat verdrag bevatte verdergaande bepalingen dan de afspraken met de Karaïben aan de Coppename.